# Ronda w Katowicach

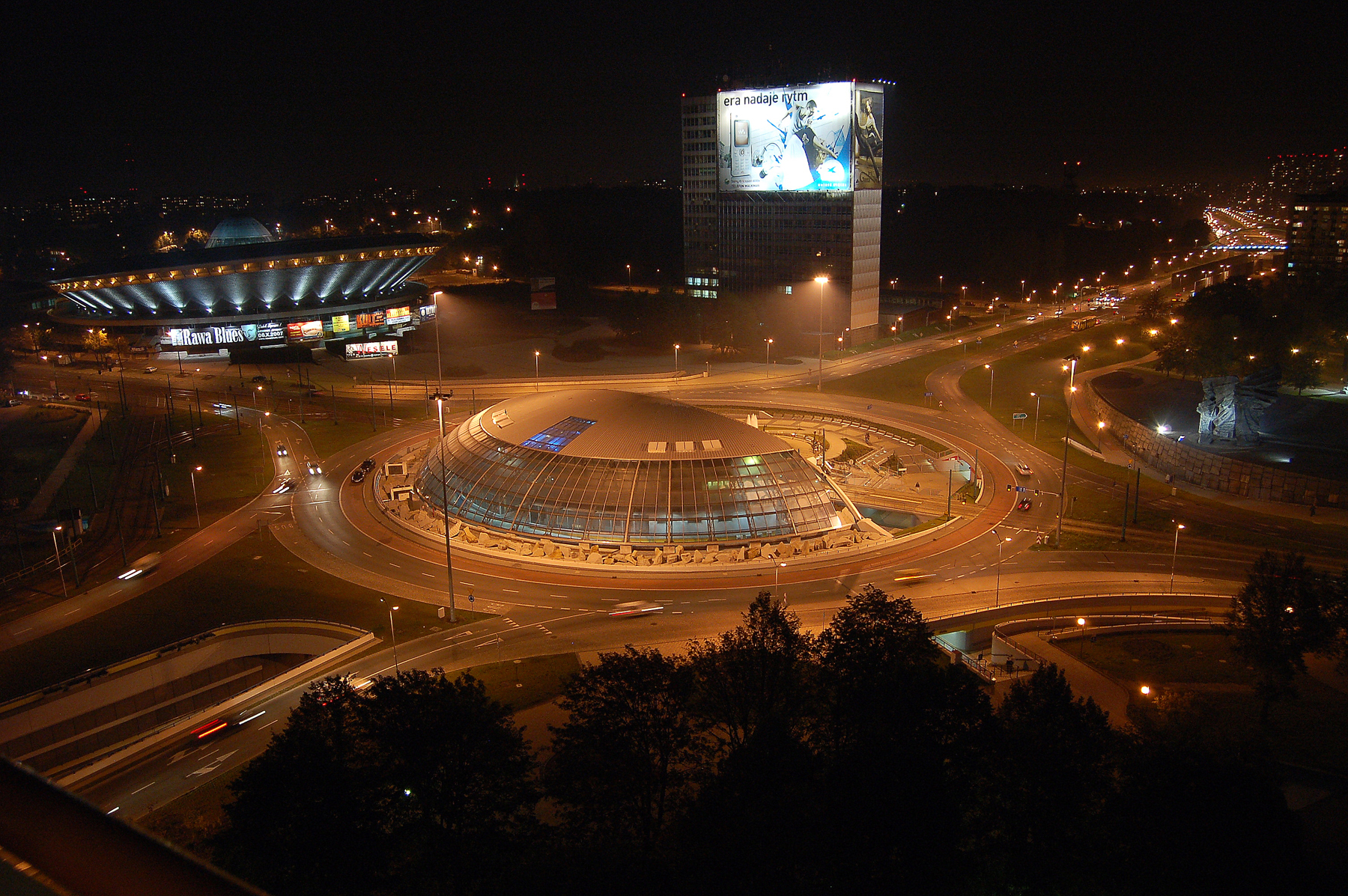
Rondo gen. Jerzego Ziętka nocą

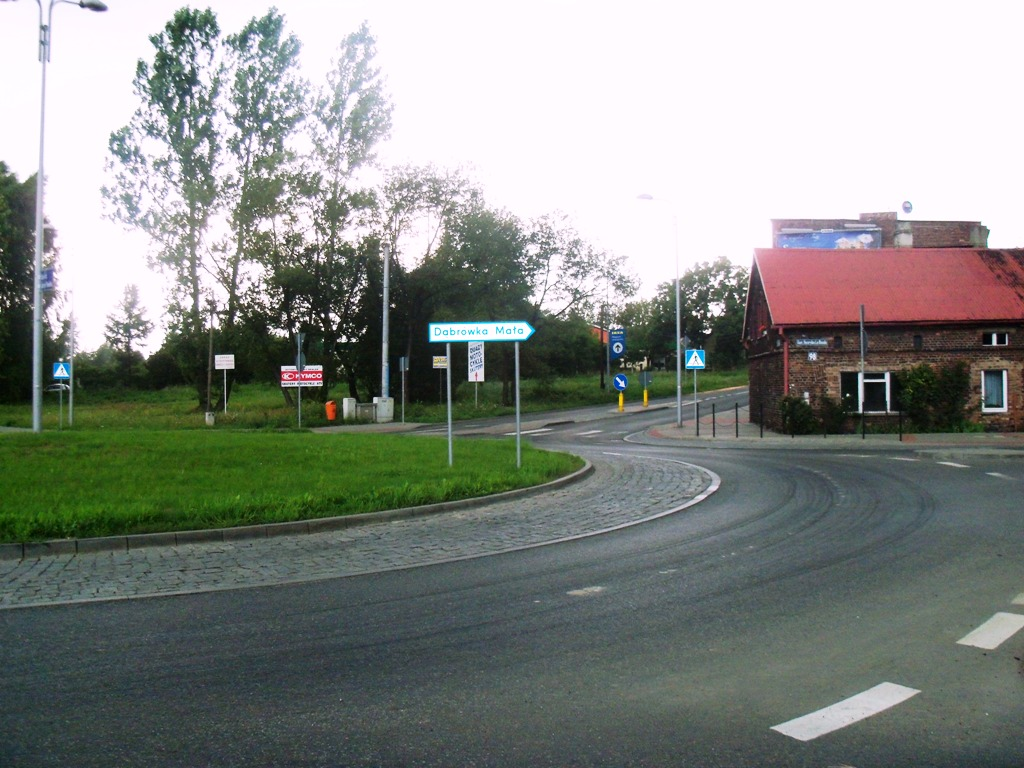
Rondo ks. Jerzego Pawlika w Dąbrówce Małej

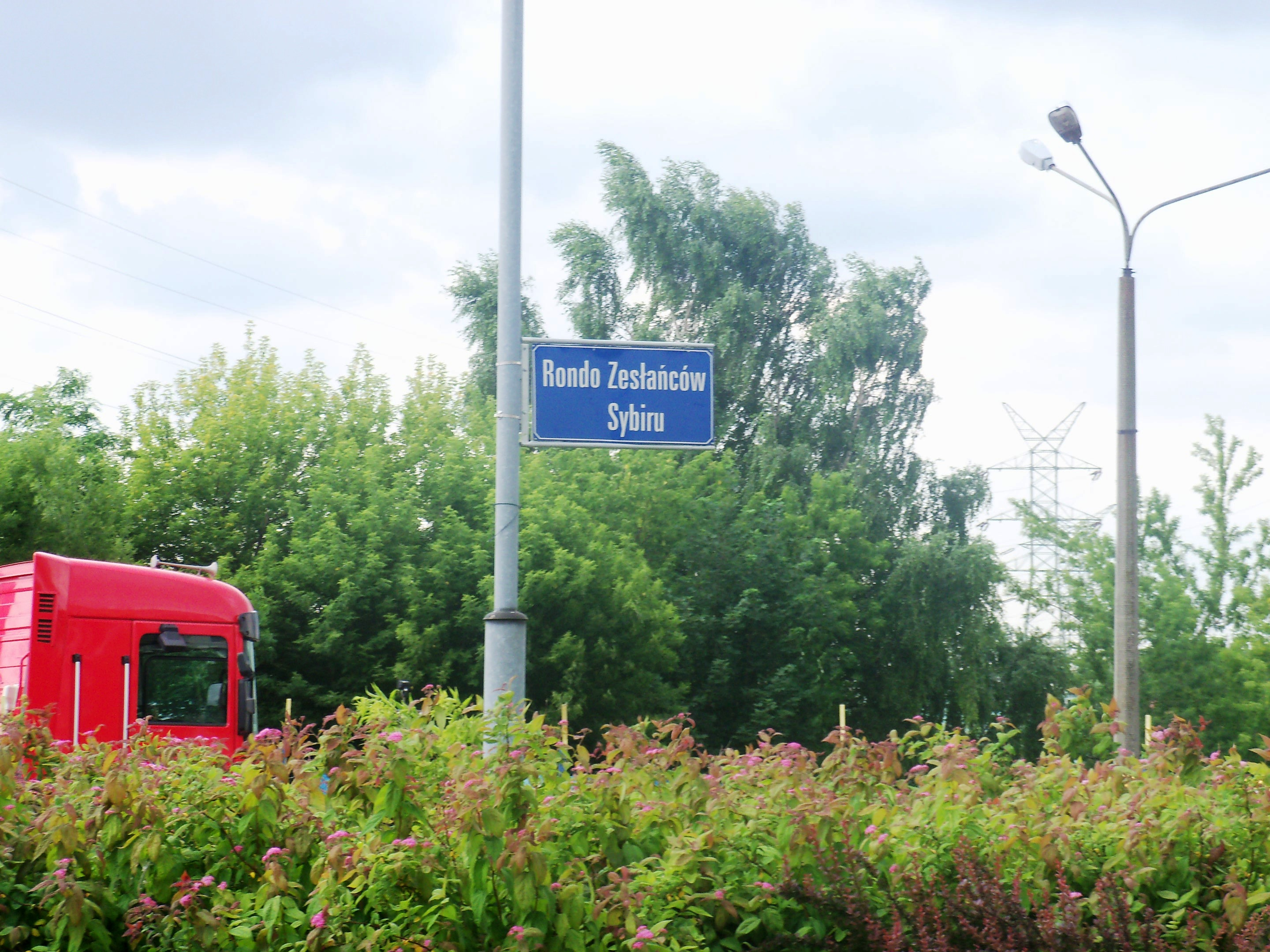
Rondo Zesłańców Sybiru w Dąbrówce Małej

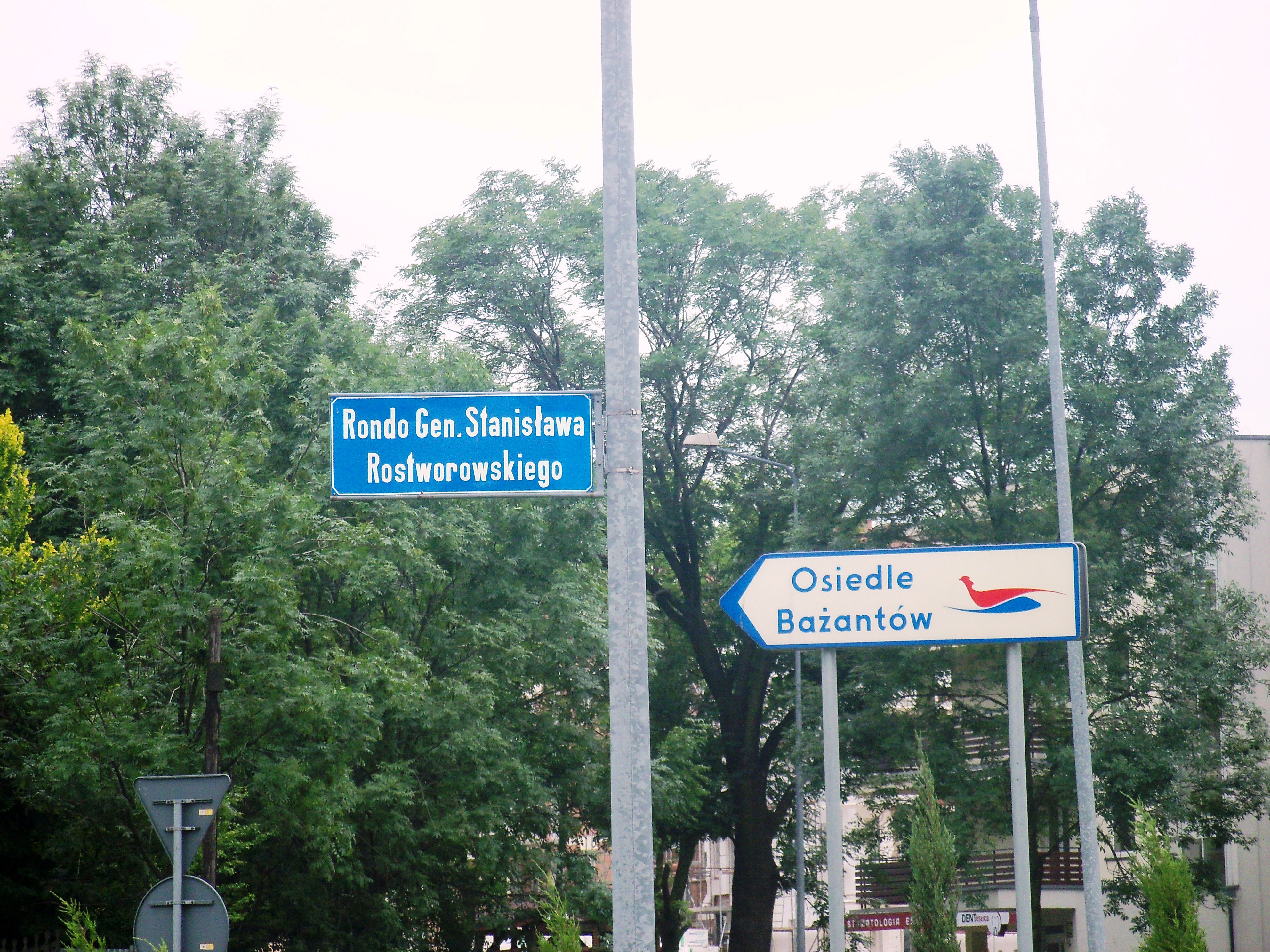
Rondo gen. S. Rostworowskiego w Kostuchnie (rejon os. Bażantów)

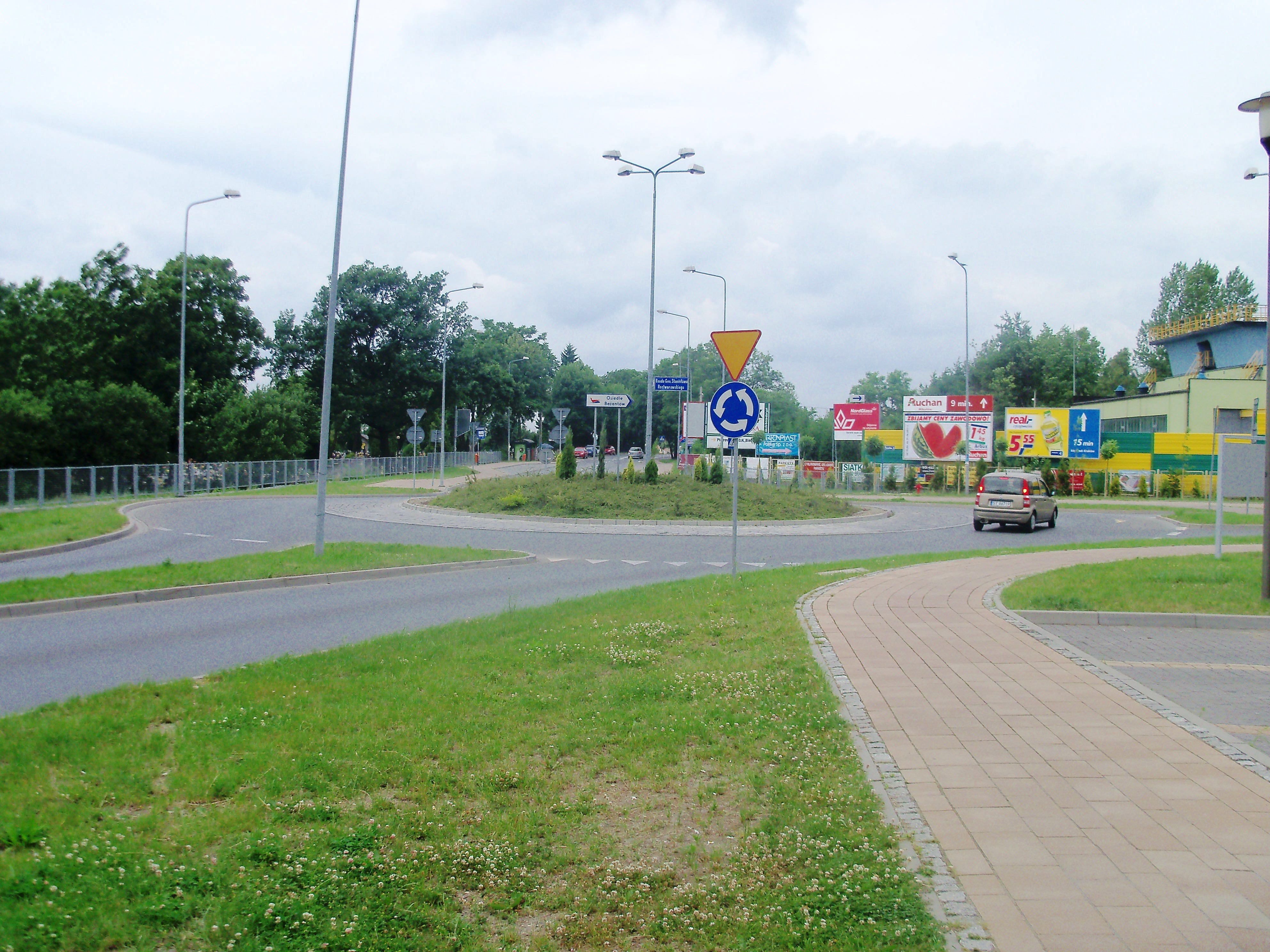
Rondo gen. Stanisława Rostworowskiego

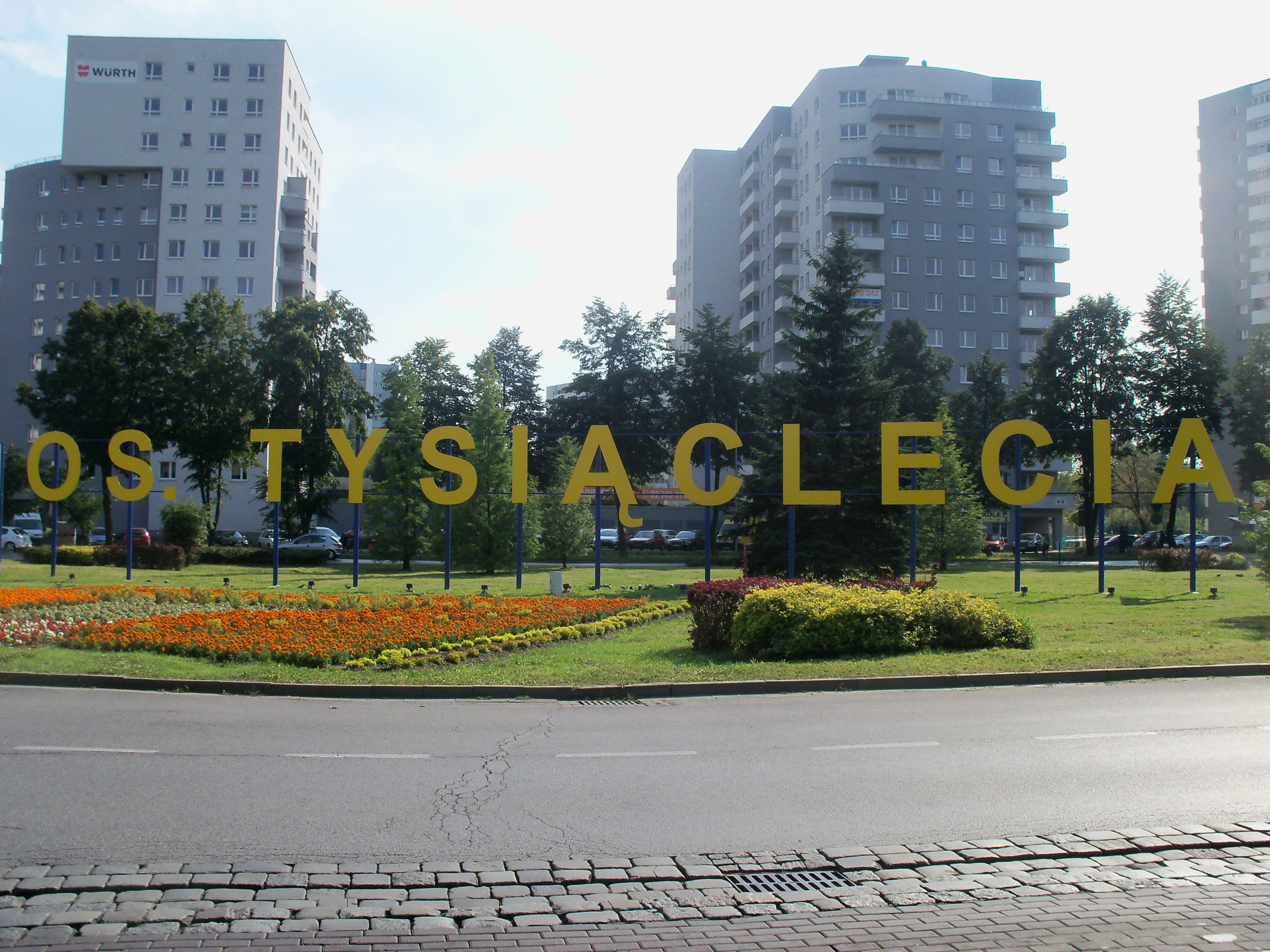
Rondo Henryka Sławika z charakterystycznym napisem

W Katowicach istnieje kilkadziesiąt rond komunikacyjnych o znaczeniu regionalnym jak i lokalnym:
(Wykaz w kolejności alfabetycznej wszystkich rond w Katowicach, posiadających formalną nazwę, wg stanu na dzień 8 czerwca 2025)

Przejdź do: 
A B C D E F G H I J K L Ł M N O P R S Ś T U W Z Ż

## B
- Pętla Brynowska − zlokalizowana w rejonie skrzyżowania ul. Tadeusza Kościuszki, ul. Rzepakowej i ul. Żytniej[4]

## F
- Rondo gen. Emila Fieldorfa „Nila” − zlokalizowane na osiedlu Ignacego Paderewskiego, w rejonie Komendy Wojewódzkiej Policji na odcinku drogi, łączącym ulicę Francuską z aleją Górnośląską[5]
- Rondo Konstantego Frydrychowicza − zlokalizowane na osiedlu Tysiąclecia, w ciągu ul. Tysiąclecia, przy skrzyżowaniu z ul. Bolesława Chrobrego[6]

## G
- Rondo Waltera i Alfreda Gansińców − rondo w ciągu ul. Szopienickiej[7]

## H
- Rondo o. Euzebiusza Huchrackiego − zlokalizowane w dzielnicy Ligota-Panewniki, u zbiegu ul. Owsianej i ul. Panewnickiej[8][9]

## J
- Rondo bpa Ignacego Jeża − zlokalizowane na osiedlu Tysiąclecia, w ciągu ul. Tysiąclecia[10]

## K
- Rondo ks. Józefa Kani − zlokalizowane w dzielnicy Dąb, w ciągu ul. Johna Baildona, przy skrzyżowaniu z ul. Bożogrobców[11], obok centrum handlowego Silesia City Center[12]
- Rondo Kolei Balkan - zlokalizowane na zjeździe z ul. Bagiennej na ul. Magazynową[13]
- Rondo Książąt Pszczyńskich – zlokalizowane w dzielnicy Murcki, u zbiegu ul. Pawła Kołodzieja i ul. Bielskiej[14]

## M
- Rondo gen. Stanisława Maczka − węzeł „Mikołowska” − zlokalizowane w Śródmieściu, w rejonie węzła ul. Mikołowskiej z al. Górnośląską (autostrada A4) i ul. Kochłowicką (A4); nazwę zniesiono w 2016[15]
- Rondo ks. Konstantego Michalskiego − zlokalizowane w dzielnicy Brynów, na osiedlu Alfonsa Zgrzebnioka, u zbiegu ul. Gawronów i ul. Alfonsa Zgrzebnioka[16]

## N
- Rondo Józefa Nowary − zlokalizowane w dzielnicy Kostuchna, u zbiegu ul. Pijarskiej i ul. Franciszka Zabłockiego[17]

## O
- Rondo profesora Jana Obrąpalskiego − zlokalizowane na skrzyżowaniu ul. Pijarskiej i ul. Armii Krajowej
- Rondo Józefa Olejniczaka − zlokalizowane na osiedlu Wincentego Witosa, u zbiegu ul. Eugeniusza Kwiatkowskiego i ul. Wincentego Witosa[18]

## P
- Rondo Romana Pająka – rondo położone u zbiegu ulic Marcina Radockiego, Wisławy Szymborskiej oraz Spokojnej w dzielnicy Piotrowice-Ochojec[19]
- Rondo ks. Jerzego Pawlika − zlokalizowane w dzielnicy Dąbrówka Mała, dobiegają do niego ul. Budowlana, ul. Wiertnicza, ul. gen. Henryka Le Ronda, ul. Siemianowicka i ul. Leopolda[20]
- Rondo prof. Józefa Pietera − zlokalizowane w Śródmieściu, w ciągu ul. Uniwersyteckiej[21]
- Plac Powstańców Śląskich – w rejonie skrzyżowania ul. ks. bpa Herberta Bednorza, ul. Lwowskiej, ul. Wiosny Ludów i ul. Obrońców Westerplatte, przebudowany do formy ronda w latach 2014–2015

## R
- Rondo gen. Stanisława Rostworowskiego − zlokalizowane w dzielnicy Kostuchna, w rejonie skrzyżowania ul. Armii Krajowej i ul. Bażantów[22]

## S
- Rondo Henryka Sławika − zlokalizowane na osiedlu Tysiąclecia, w rejonie ul. Piastów, ul. Tysiąclecia, ul. Chorzowskiej, ul. księcia Henryka Brodatego i skweru Piastów Śląskich[23]; na rondzie znajduje się charakterystyczny podświetlany napis z nazwą osiedla[24]
- Pętla Słoneczna − zlokalizowana w dzielnicy Koszutka, w ciągu al. W. Korfantego[4]
- Rondo Karola Stryji − zlokalizowane na osiedlu Tysiąclecia, u zbiegu ul. Tysiąclecia i ul. Mieszka I
- Rondo Sybiraków − zlokalizowane na osiedlu Tysiąclecia, u zbiegu ul. Tysiąclecia i ul. Bolesława Chrobrego[25]

## Ś
- Rondo Aleksandry Śląskiej − zlokalizowane na osiedlu Wincentego Witosa, w ciągu ul. Wincentego Witosa (skrzyżowanie z ul. M. Rataja)[26]

## T
- Rondo Nikoli Tesli − zlokalizowane w Brynowie, u zbiegu ul. Załęskiej i ul. Ligockiej[27]

## W
- Rondo Wielkiej Orkiestry Świątecznej Pomocy − zlokalizowane na zbiegu ul. Tadeusza Kościuszki i ul. Armii Krajowej, w Piotrowicach[28]
- Rondo marszałka Konstantego Wolnego − zlokalizowane na osiedlu Tysiąclecia, w rejonie skrzyżowania ul. Mieszka I i ul. Piastów[29]
- Plac Wolności − w centrum miasta, posiada formę ronda

## Z
- Rondo Kazimierza Zenktelera − zlokalizowane na osiedlu Ignacego Paderewskiego, u zbiegu ul. gen. Józefa Longina Sowińskiego i ul. Granicznej[30]
- Rondo Zesłańców Sybiru − zlokalizowane w dzielnicy Dąbrówka Mała, w rejonie skrzyżowania ul. Wiertniczej i ul. Techników[31]
- Rondo gen. Jerzego Ziętka w Katowicach − największe i najbardziej charakterystyczne rondo w Katowicach, w dzielnicy Śródmieście, krzyżują się tu ul. Chorzowska, al. Wojciecha Korfantego i al. Walentego Roździeńskiego; pod rondem biegnie tunel, a na rondzie znajduje się przeszklona kopuła, będąca siedzibą galerii "Rondo Sztuki"